# Floresdikstaartspitsmuis
De floresdikstaartspitsmuis (Suncus mertensi)  is een zoogdier uit de familie van de spitsmuizen (Soricidae). De wetenschappelijke naam van de soort werd voor het eerst geldig gepubliceerd door Kock in 1974. De wetenschappelijke naam is een eerbetoon aan de Duitse bioloog Robert Friedrich Wilhelm Mertens (1894-1975).

## Voorkomen
De soort komt voor in Indonesië.